# Laulasi
Laulasi est une île des Salomon.

## Économie
Sur cet îlot, à peine plus grand qu'un terrain de football, des Mélanésiens fabriquent encore, selon un procédé archaïque, une monnaie de coquillages qui a cours dans tout l'archipel des Salomon. Les habitants de Laulasi sont obligés d'aller deux fois par semaine à Malaita, la grande île voisine, chercher de l'eau douce et des vivres qu'ils échangent alors contre leur monnaie de coquillages.